# Хомер (Њујорк)
Хомер (енгл. Homer) град је у америчкој савезној држави Њујорк.

## Демографија
По попису из 2010. године број становника је 3.291, што је 77 (-2,3%) становника мање него 2000. године.
| Група             | 2000.         | 2010.         |
| Белци             | 3.277 (97,3%) | 3.116 (94,7%) |
| Афроамериканци    | 19 (0,6%)     | 21 (0,6%)     |
| Азијати           | 12 (0,4%)     | 41 (1,2%)     |
| Хиспаноамериканци | 30 (0,9%)     | 42 (1,3%)     |
| Укупно            | 3.368         | 3.291         |